# Masters de Indian Wells 1988
El 1988 Newsweek Champions Cup fue la 13.ª edición del Abierto de Indian Wells, un torneo del circuito ATP. Se llevó a cabo en las canchas duras de Indian Wells, en California (Estados Unidos), entre el 29 de febrero y el 7 de marzo de ese año.

## Ganadores

### Individual masculino
Boris Becker venció a  Emilio Sánchez, 7–5, 6–4, 2–6, 6–4

### Dobles masculino
Boris Becker /  Guy Forget vencieron a  Jorge Lozano /  Todd Witsken, 6–4, 6–4